# Орто-Ари (острів)
О́рто-Ари́ (рос. Орто-Ары) — невеликий острів в Оленьоцькій затоці моря Лаптєвих. Територіально відноситься до Якутії, Росія.
Розташований на заході затоки. На півночі відмежований протокою Орто-Ари від острова Дагдалах, на півдні — протокою Чугас від острова Салхай. Острів має овальну форму, витягнутий з півночі на південь. Висота становить 11 м в центрі. Вкритий болотами, має велику кількість невеликих озер. Оточений мілинами.
| Росія | Це незавершена стаття з географії Росії. Ви можете допомогти проєкту, виправивши або дописавши її. |